# Woody Shaw
Woody Shaw (Laurinburg, 24 de desembre de 1944 - 10 de maig de 1989) va ser un trompetista i compositor estatunidenc de jazz.

## Biografia
Nascut a Laurinburg, la infància de Shaw va transcórrer a Newark, Nova Jersey, on va començar a tocar la corneta sense pistons a l'edat de 9 anys. Dos anys més tard, per pura casualitat, adopta el seu instrument definitiu, prenent classes de trompeta de Jerome Ziering, un professor a qui el mateix Shaw atribueix unisca gran influència en el seu desenvolupament primerenc com músic. Shaw va demostrar una gran capacitat, amb oïda absoluta i memòria fotogràfica, i com a resultat d'això els seus professors ho van inscriure dos cursos per davant del que li corresponia per edat a l'Arts High School, una institució per on havien passat noms tan notables com els de Wayne Shorter, Sarah Vaughan o Larry Young.
Les primeres influències de Shaw van ser Louis Armstrong, Fats Navarro, Miles Davis, Kenny Dorhman, Freddie Hubbard, Lee Morgan i, especialment, Dizzy Gillispie, amb qui el pare de Shaw -un cantant de gospel- havia acudit a la High School. En 1963 comença la seua carrera professional enregistrant amb Willie Babau i Eric Dolphy, qui, a l'any següent, convida a Shaw a acompanyar-li a París. A pesar de la sobtada mort de Dolphy, just abans del projectat viatge, Shaw decideix anar de totes maneres a la capital francesa, on s'estableix amb el seu amic Nathan Davis al costat de figures com Bud Powell, Kenny Clarke o Art Taylor. En tal companyia, el trompetista freqüenta Londres i Berlín, però en 1964 decideix regressar als Estats Units, per a unir-se al quintet del pianista Horace Silver, amb qui roman durant el bienni 1965-66. Durant la resta de la dècada treballa amb Chick Corea (1966-67), Jackie McLean (1967), Booker Ervin (1968), McCoy Tyner (1968), Max Roach (1968-69) i Andrew Hill (1969).
La dècada dels 70 s'inicia amb col·laboracions amb Pharoah Sanders, Hank Mobley, Gary Bartz, Archie Sheep o Joe Henderson, qui el contracta per a la seua quintet en 1970. Des de 1971 fins a 1973 forma part dels famosos Jazz Messengers d'Art Blakey, i després d'aqueix període s'estableix en San Francisco per a co-liderar un projecte al costat de Bobby Hutcherson. En 1975 torna a Nova York al costat del bateria Louis Hayes, amb qui forma un quintet a nom d'ambdós. En 1977 Shaw, influenciat per la música modal de Coltrane i el hard bop de tall més clàssic, lidera diversos grups sota el seu nom. En 1978 signatura amb Columbia Records per a editar una sèrie d'àlbums avui ja clàssics. Des d'aqueix any i fins a 1983, Shaw manté un quintet relativament estable, que incloïa, entre d'altres, al trombonista Steve Turre i al pianista Mulgrew Miller, però a partir d'aqueixa data se succeeixen nombrosos formacions en les diferents agrupacions sota el seu nom.
Durant els seus últims anys li havia estat diagnosticada una malaltia incurable en els ulls que li estava fent perdre progressivament la visió, el que dificultava la seua carrera professional. El 27 de febrer de 1989, en circumstàncies poc clares, Shaw va patir un atropellament en el metro de Brooklyn, el qual li va ocasionar importants danys en el seu braç esquerre. El 10 de maig de 1989, després de diverses complicacions, mor per problemes de ronyó.

## Discografia parcial

### Com a líder
- 1971: Blackstone Legacy (Contemporary Records) amb Ron Carter, Clint Houston, Lenny White, George Cables, Gary Bartz, Bennie Maupin.
- 1972: Song of Songs (OJC) amb Bennie Maupin, George Cables, Steve Turre, Cecil McBee, Onaje Allan Gumbs.
- 1974: The Moontrane (Muse) amb Azar Lawrence, Cecil McBee, Buster Williams.
- 1975: San Francisco Express (Reynolds) amb Patrick Gleeson, Julian Priester, Norman Williams.
- 1976: Love Dance (Muse) amb Steve Turre, Billy Harper, Joe Bonner, Cecil McBee, Victor Lewis, Guilherme Franco.
- 1976: Little Red's Fantasy (32 Jazz) amb Ronnie Mathews, Stafford James, Frank Strozier, Eddie Moore.
- 1977: Rosewood (Columbia) amb Steve Turre, Joe Henderson, Victor Lewis.
- 1978: Stepping Stones: Live at the Village Vanguard (Columbia) amb Carter Jefferson, Onaje Allan Gumbs, Clint Houston, Victor Lewis.
- 1981: The Iron Men (Muse) amb Anthony Braxton, Cecil McBee, Arthur Blythe, Muhal Richard Abrams, Joe Chambers, Victor Lewis).
- 1982: Lotus Flower (Enja) amb Steve Turre, Mulgrew Miller.
- 1983: Setting Standards (Muse) amb Cedar Walton, Buster Williams, Victor Jones.
- 1985: Double Take amb Freddie Hubbard, Cecil McBee, Carl Allen, Mulgrew Miller i Kenny Garrett.
- 1986: Bemsha Swing Live (Blue Note Records) amb Geri Allen, Robert Hurst.
- 1986: Solid (Camden) amb Kenny Garrett, Kenny Barron, Kirk Lightsey, Peter Leitch.
- 1987: The Eternal Triangle amb Freddie Hubbard, Ray Drummond, Carl Allen, Mulgrew Miller i Kenny Garrett.

### Como sideman
Amb Eric Dolphy
- Iron Man (1963)

Amb Larry Young
- Unity (1965)

Amb Horace Silver
- The Cape Verdean Blues (1965)

Amb Chick Corea
- Tones for Joan's Bones (1966)

Amb Jackie McLean 
- 'Bout Soul (1968)
- Demon's Dance (1970)

Amb Andrew Hill
- Grass Roots (1968 [2000])
- Lift Every Voice (1969 [2001])
- Passing Ships (1969 [2003])

Amb Bobby Hutcherson
- Cirrus (1974)

Amb Pharoah Sanders

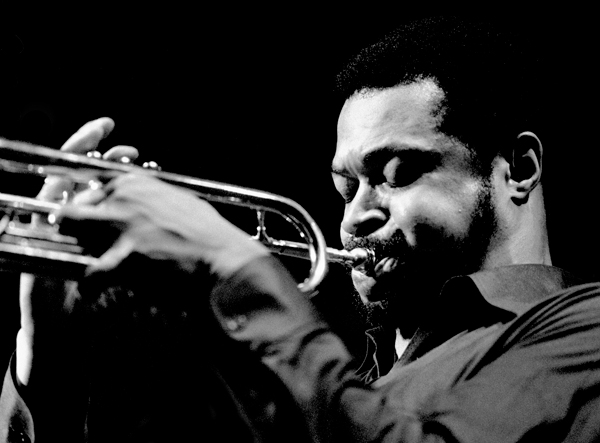
Woody Shaw (1979)

- Deaf Dumb Blind (Summun Bukmun Umyun) (1970)

Amb Joe Zawinul
- Zawinul (1970)

Amb Joe Henderson
- At the Lighthouse (1970)